# Victor Huguenin
Pour les articles homonymes, voir Huguenin.
Victor Huguenin, né le 21 février 1802 à Dole et mort le 8 janvier 1860 à Paris (6e arrondissement), est un sculpteur français.

## Biographie
Fils de musicien, Jean-Pierre Victor Huguenin se forme notamment auprès de Jules Ramey à l'École des beaux-arts de Paris et de François Besand. Après avoir enseigné à Besançon, il retourne à Paris où il est nommé professeur de dessin à l'Institut royal des sourds-muets de 1838 à sa mort. Il a Louis Eugène Joseph Cuvellier pour élève.
Il expose au Salon de peinture et de sculpture en 1835 pour la première fois (médaille d'or pour Hyacinthe mourant, marbre, non localisé), puis régulièrement jusqu'à sa mort, et à titre posthume en 1861 pour deux oeuvres, la Poésie sacrée, platre, non localisé, et un médaillon représentant le général Bonaparte, non localisé. 
Il reçoit des commandes de Louis-Philippe pour le musée historique de Versailles, le jardin du Luxembourg, l'Église de la Madeleine et la façade de l'aile Mollien du palais du Louvre.
Il reçoit ensuite des commandes de Napoléon III pour la cour du Louvre et la villa impériale de Biarritz.

## Œuvres
- Arbois, musée Sarret de Grozon :
  - Général Delort, buste en marbre, 1835.
- Corte :
  - Pasquale Paoli, statue en bronze, 1852.
- Dole :
  - collégiale Notre-Dame : Vierge à l'Enfant.
  - musée des Beaux-Arts :
    - Prométhée enchaîné au rocher, 1825, groupe en plâtre ;
    - Charles VI et Odette de Champdivers, 1839, groupe en marbre ;
    - Talma dans le rôle de Néron, buste ;
    - Le Général Bonaparte à Milan, bas-relief en plâtre.
- Château de Fontainebleau, bassin des cascades :
  - Hébé, statue en marbre, 1858 (commandée pour la cour du Louvre en 1857).
- Le Mans, Cathédrale St Julien : 
  - St Aldéric, statue 1849.
- Lille, palais des Beaux-Arts : 
  - Hébé, 1849.
- Lons-le-Saunier :
  - Musée des Beaux-Arts de Lons-le-Saunier : Antide Janvier, buste.
- Paris :
  - Église de la Madeleine : Saint Hilaire, statue en pierre, 1837.
  - Église Notre-Dame-des-Champs, Jésus au Jardin des Oliviers, présenté au Salon de 1857 [3]
  - jardin du Luxembourg : Valentine de Milan, 1868, statue en pierre de la série des Reines de France et Femmes illustres.
  - musée national de la Marine : Charles Henri d'Estaing, 1836, buste en marbre.
  - palais du Louvre, aile Mollien : Bernard Palissy, 1857, statue en pierre.
  - Palais du Luxembourg : Marquis de Fontanes, buste en marbre, 1841.
- Reims :
  - Musée des Beaux-Arts : Docteur Adrien Philippe, buste en plâtre, 1856
- Salins-les-Bains :
  - Musée Max Claudet : Mater dolorosa, statue en pied, marbre, 1845.
- Château de Versailles :
  - L'Évanouissement de Psyché, 1859. en marbre, 1838.
  - Jean de Rambures, buste, 1839.
- non localisé :
  - La Chaste Suzanne, Salon de 1859, statue en marbre.
  - L'Évanouissement de Psyché, 1859.
  - Flavien de Magnoncourt, buste, 1834.
  - Hyacinthe mourant, marbre, 1835.
  - La Psyché évanouie, 1853 (acheté au Salon pour le château de Saint- cloud).

Œuvres de Victor Huguenin
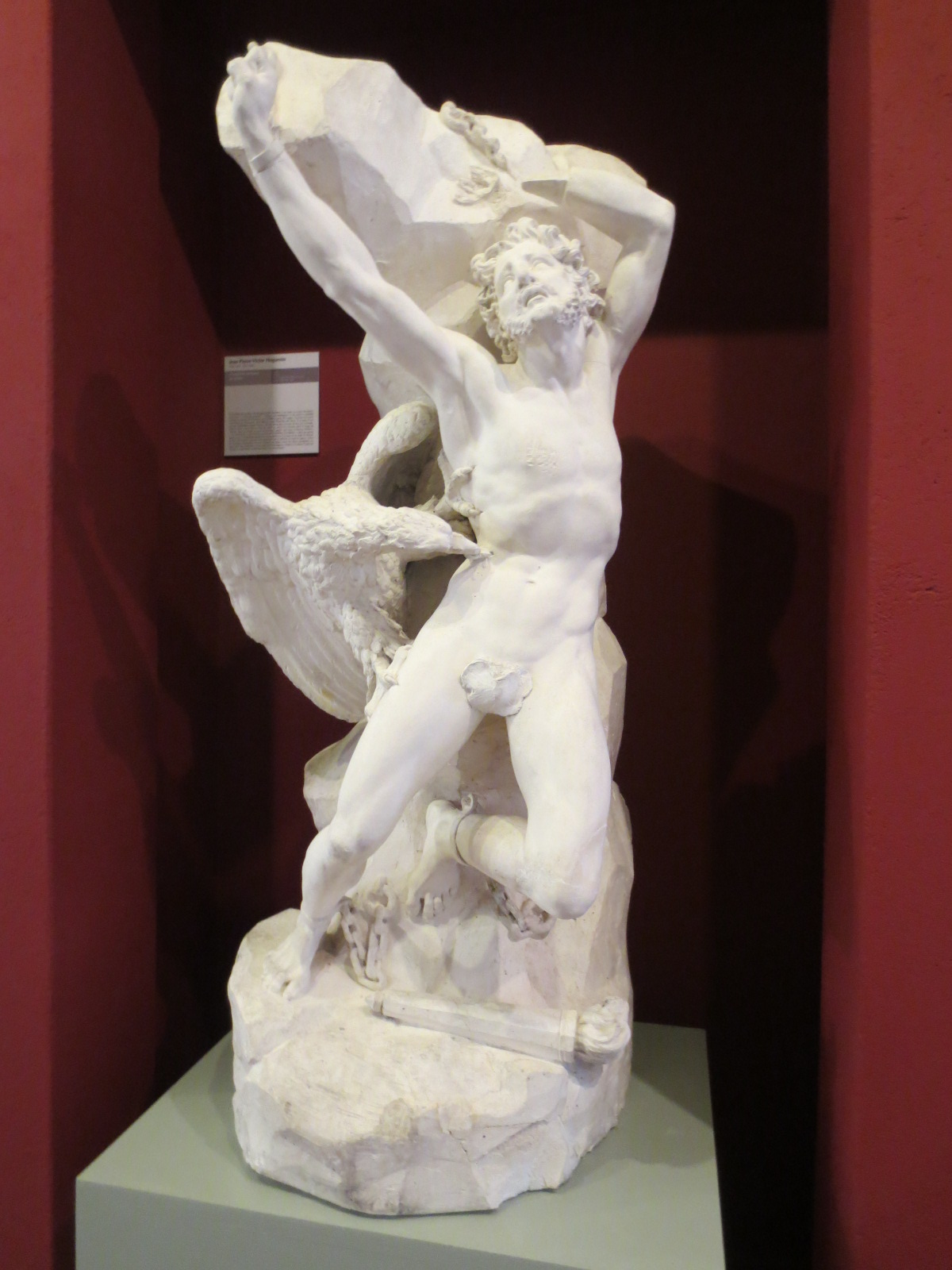
Prométhée enchaîné au rocher (1825), musée des Beaux-Arts de Dole.
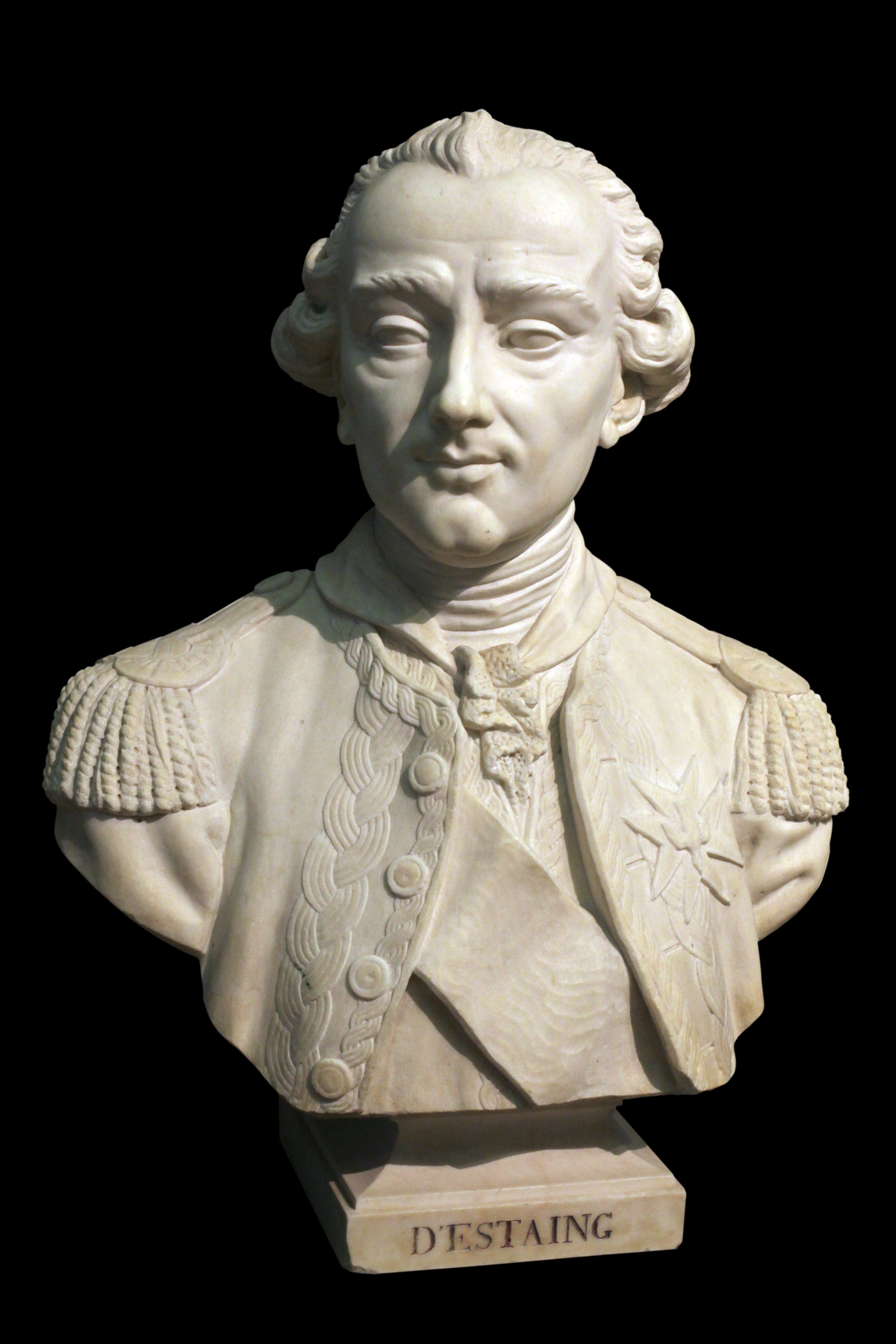
Charles Henri d'Estaing (1836), Paris, musée national de la Marine.
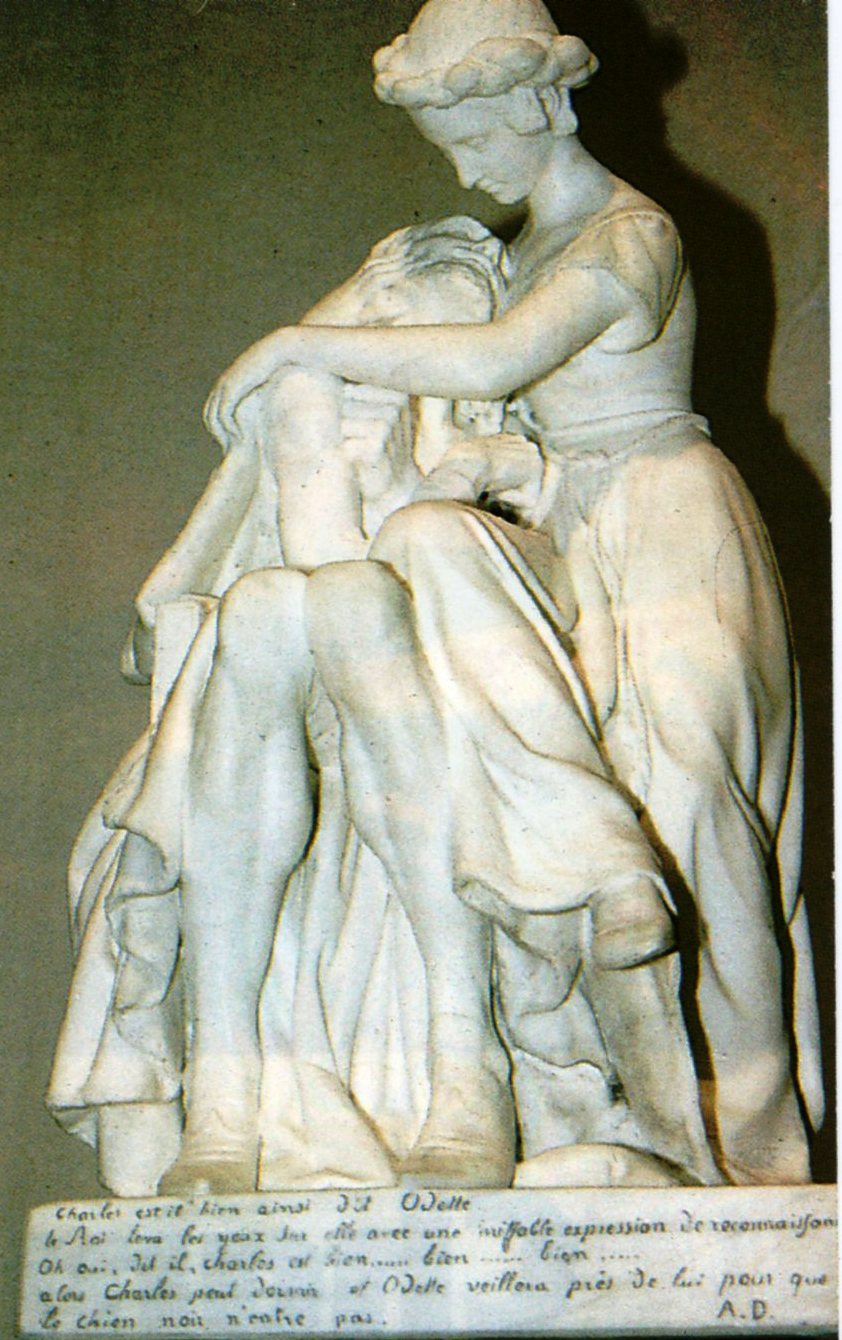
Charles VI et Odette de Champdivers (1839), musée des Beaux-Arts de Dole.
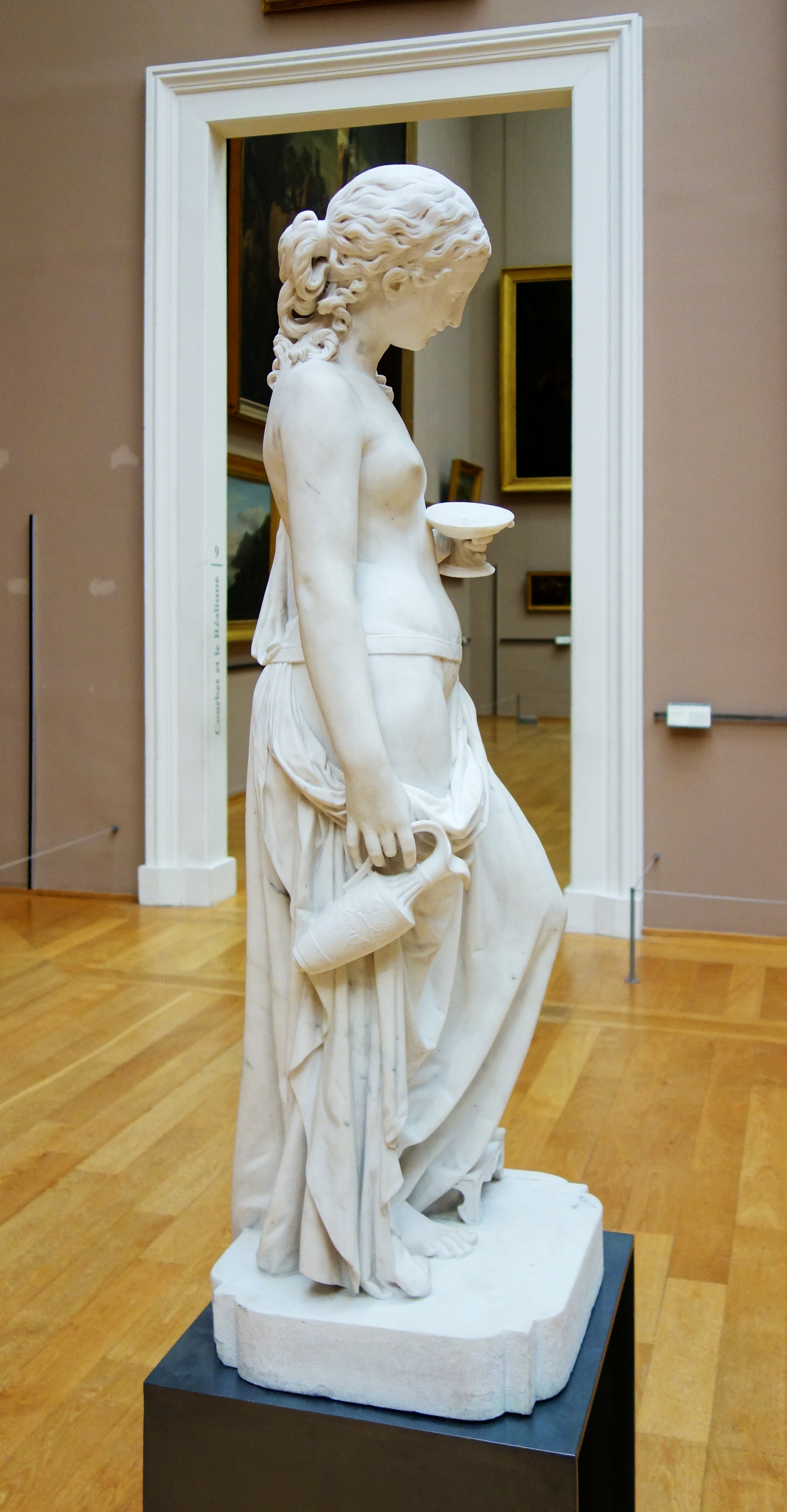
Hébé (1849), palais des Beaux-Arts de Lille.
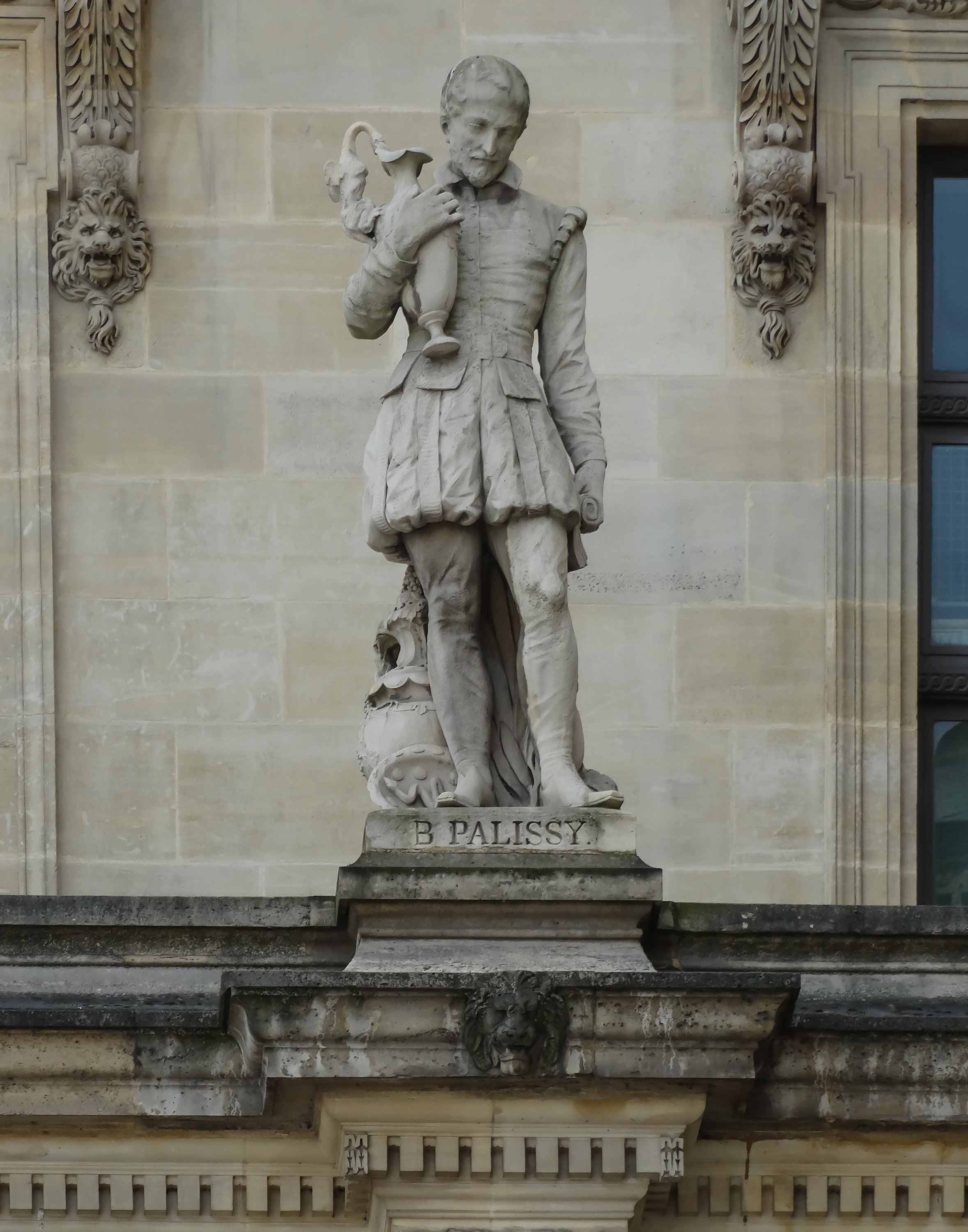
Bernard Palissy (1857), Paris, palais du Louvre, aile Mollien.